# Síndrome de la persona rígida
La síndrome de la persona rígida (SPR), és un trastorn neurològic poc freqüent de causa poc clara caracteritzada per rigidesa muscular progressives. La rigidesa afecta principalment els músculs del tronc i se superposa amb espasmes, donant lloc a deformitats posturals. El dolor crònic, la mobilitat alterada i la hiperlordosi lumbar en són símptomes habituals.
L'SPR es produeix en aproximadament en una de cada milió de persones i es troba més freqüentment en persones de mitjana edat. Una petita minoria de pacients tenen la varietat paraneoplàstica de la malaltia. Sovint es veuen variants del trastorn, com ara la síndrome de l'extremitat rígida que afecta principalment una extremitat específica.
L'SPR es va descriure per primera vegada l'any 1956. Els criteris de diagnòstic es van proposar a la dècada de 1960 i es van redefinir dues dècades més tard. A les dècades de 1990 i 2000, el paper dels anticossos en la malaltia es va fer més clar. Els pacients amb l'SPR generalment tenen anticossos del glutamat descarboxilasa (GAD), que es produeixen poques vegades a la població general. A més de les anàlisis de sang per al GAD, les proves d'electromiografia poden ajudar a confirmar la presència de la malaltia.
Els fàrmacs de la classe benzodiazepines són el tractament més comú; s'utilitzen per alleujar els símptomes de la rigidesa. Altres tractaments comuns inclouen baclofèn, immunoglobulina intravenosa i rituximab. Existeix una experiència terapèutica limitada però encoratjadora del trasplantament de cèl·lules mare hematopoètiques per a l'SPR.